# Medina (contea di Bandera)
Medina è una comunità non incorporata degli Stati Uniti d'America, situata nella contea di Bandera dello Stato del Texas. Fa parte della San Antonio Metropolitan Statistical Area. Secondo il censimento effettuato nel 2000 abitavano nella comunità 515 persone. Medina è famosa per le sue mele.

## Geografia
Si trova nella parte centrale della contea, 12 miglia a nord-ovest di Bandera, all'intersezione fra la State Highway 16 e la Farm Road 337.

## Storia
Nel 1865 fu costruita una segheria. Nel 1880 venne aperto un ufficio postale, e alla fine del decennio successivo erano presenti una sgranatrice di cotone, un mulino, un albergo, una banca privata, due chiese, tre negozi di ogni genere, e una popolazione di 150 unità. Nel 1914 abitavano nella comunità 400 persone, che però scesero a 250 nei primi anni del 1930, quando la Grande depressione obbligò molti residenti di allontanarsi alla cerca di un lavoro. Medina riuscì però a riprendersi rapidamente, alla fine del 1940 erano presenti svariate imprese, quattro chiese, e i residenti erano 475. 
La maggior parte della superficie territoriale fino al 1980 era dedicata al bestiame e alla caccia alle, fino a quando la comunità cominciò la coltivazione delle mele. Uno dei primi frutteti fu quello iniziato da Baxter Adams, Jr. nel 1980; le prime mele erano pronte per la vendita nel 1984. Nel 1989 il Texas Department of Agriculture dichiarò che Medina era la capitale delle mele dell'intero stato del Texas. I 300.000 alberi presenti nel territorio di Medina hanno 100 tonnellate di frutta nel 1990. Nel 1990 il Medina Apple Festival, che si svolge l'ultimo sabato del mese di luglio, attirò 20.000 visitatori.

## Istruzione
La pubblica istruzione a Medina è fornita dal Medina Independent School District; la comunità è inoltre la sede dei Medina High School Bobcats.